# VoID
O Vocabulário de Conjuntos de Dados Interligados (VoID) é um vocabulário RDF com um conjunto de instruções que permite a descoberta e o uso de conjuntos de dados vinculados. Um conjunto de dados vinculados é uma coleção de dados, publicados e mantidos por um único provedor, disponível como RDF na Web, em que pelo menos alguns dos recursos no conjunto de dados são identificados por URIs desreferenciáveis. VoID é usado para fornecer metadados em conjuntos de dados RDF para facilitar o processamento de consultas em um gráfico de conjuntos de dados interligados na web semântica.